# Univerzalni unitarizem
Univerzálni unitarízem je duhovna usmeritev, ki je nastala z združenjem, tudi organizacijskim, dveh svobodomiselnih religijskih usmeritev, univerzalizma in unitarizma. V več deželah so občestva univerzalizma-unitarizma (UU) priznana kot verske skupnosti, v nekaterih pa ne. Kot verska usmeritev je UU usmerjena k svobodni teologiji, ki spodbuja prosto in odgovorno iskanje resnice in smisla. Unitaristi-univerzalisti se ne združujejo, da bi vsiljevali katerokoli verovanje ali doktrino ampak da bi spodbujali duhovno rast osebnosti. Čeprav izvira iz krščanstva, zlasti reformiranega, UU priznava številne druga verska izročila, vključno s poganskimi, ter humanizem in ateizem. Za UU je značilen pluralizem in sinkretizem, ki skuša preseči razlike med verstvi in kulturami. 
Neposredno UU izvira iz dveh duhovnih usmeritev: unitarizem in univerzalizem, ki sta se odcepila od glavnine reformiranih (protestantskih) cerkva zaradi domnevno heretičnih stališč.
Uradno je današnja zgradba UU cerkve oziroma gibanja nasledek združitve dveh ameriških organizacij v letu 1961: Ameriškega Unitarističnega združenja in Ameriške univerzalistične cerkve. Med osebe, ki so s svojimi deli porodila svobodno teologijo, štejejo zlasti Ralpha Waldo Emersona, ameriškega filozofa 19. stoletja, ki je pisal o svobodnem protestantizmu.  
Člani UU zagovarjajo osebno svobodo in človekove pravice, med drugim svobodo govora in prepričanja, versko svobodo. Priznavajo tudi različnost spolnih usmeritev in njihovo svobodno izražanje, vključno z istospolnimi porokami.
Zadržki do priznanja UU kot verske skupnosti izvirajo med drugim iz nedoločnosti verovanja, ki se razpenja svobodomiselnega krščanstva, budizma, džainizma, do poganstva in ateizma.